# Angeac-Charente
Cet article concerne Angeac-Charente. Pour l'autre commune s'appelant Angeac dans le même département, voir Angeac-Champagne.
Angeac-Charente est une commune française, située dans le département de la Charente (région Nouvelle-Aquitaine).

## Géographie

### Description
Angeac-Charente est une commune située à l'ouest du département de la Charente, à 18 km à l'ouest d'Angoulême et à 9 km à l'est de Jarnac, sur la rive sud de la Charente.
Elle est aussi située à 3,5 km de Châteauneuf-sur-Charente qui est le chef-lieu de son canton et à 21 km de Cognac.
La RD 10, d'Aubeterre à Jarnac par Montmoreau, Blanzac, Châteauneuf et Saint-Même, qui passe au sud-ouest de la commune, est la route la plus importante. Des routes départementales de moindre importance traversent la commune, comme la RD 154 et la RD 404 qui dessert le bourg et traverse la Charente.
La voie ferrée d'Angoulême à Saintes traverse la commune à 300 m du bourg, mais la station de chemin de fer la plus proche est la gare de Châteauneuf-sur-Charente, desservie par des TER circulant entre Angoulême, Jarnac, Cognac, Saintes, Saujon et Royan.
Le GR 4 qui va de Royan à Grasse traverse la commune.

### Communes limitrophes
|                    | Saint-Simon              | Vibrac              |
| Graves-Saint-Amant | Angeac-Charente          | Mosnac-Saint-Simeux |
| Bouteville         | Châteauneuf-sur-Charente |                     |

### Géologie et relief
La commune occupe le calcaire datant du Crétacé, comme les zones situées au sud et sur la rive gauche de la Charente entre Angoulême et Cognac.
Le Jurassique supérieur occupe toutefois une étroite bande (de moins de 200 m) en bordure de la vallée de la Charente, entre chez Liauroy et Ortre. Il s'agit du Purbeckien, marnes, argiles et gypse de la fin du Jurassique mordant sur la période du Crétacé inférieur, et amorçant la zone du Pays-Bas située plus à l'ouest.
Le Crétacé supérieur s'étage entre le Cénomanien dans les parties basses, le Turonien (ou Angoumien) au centre et le Coniacien sur les hauteurs au sud-ouest de la commune. Une cuesta sépare le Turonien inférieur du Turonien supérieur (calcaire plus dur, à rudistes), et marque le bord sud de la vallée de la Charente, entre Lasdoux et chez Guignard. On retrouve cet escarpement vers l'est en direction de Châteauneuf, La Couronne et le plateau d'Angoulême, et vers l'ouest en direction de Saint-Même.
La vallée de la Charente est occupée par des alluvions du Quaternaire. Ces alluvions sont récentes pour la partie inondable, et plus anciennes sur une terrasse entre le bourg et Ortre,,.
Le sud de la commune consiste en un plateau boisé qui correspond au sommet de la cuesta et dont les pentes sont recouvertes de vignobles de cognac. Le point culminant est à une altitude de 100 m, situé sur ce plateau (borne IGN). Le point le plus bas est à 15 m, situé le long de la Charente en face de Saint-Simon. Le bourg est à 21 m d'altitude.

### Hydrographie

#### Réseau hydrographique

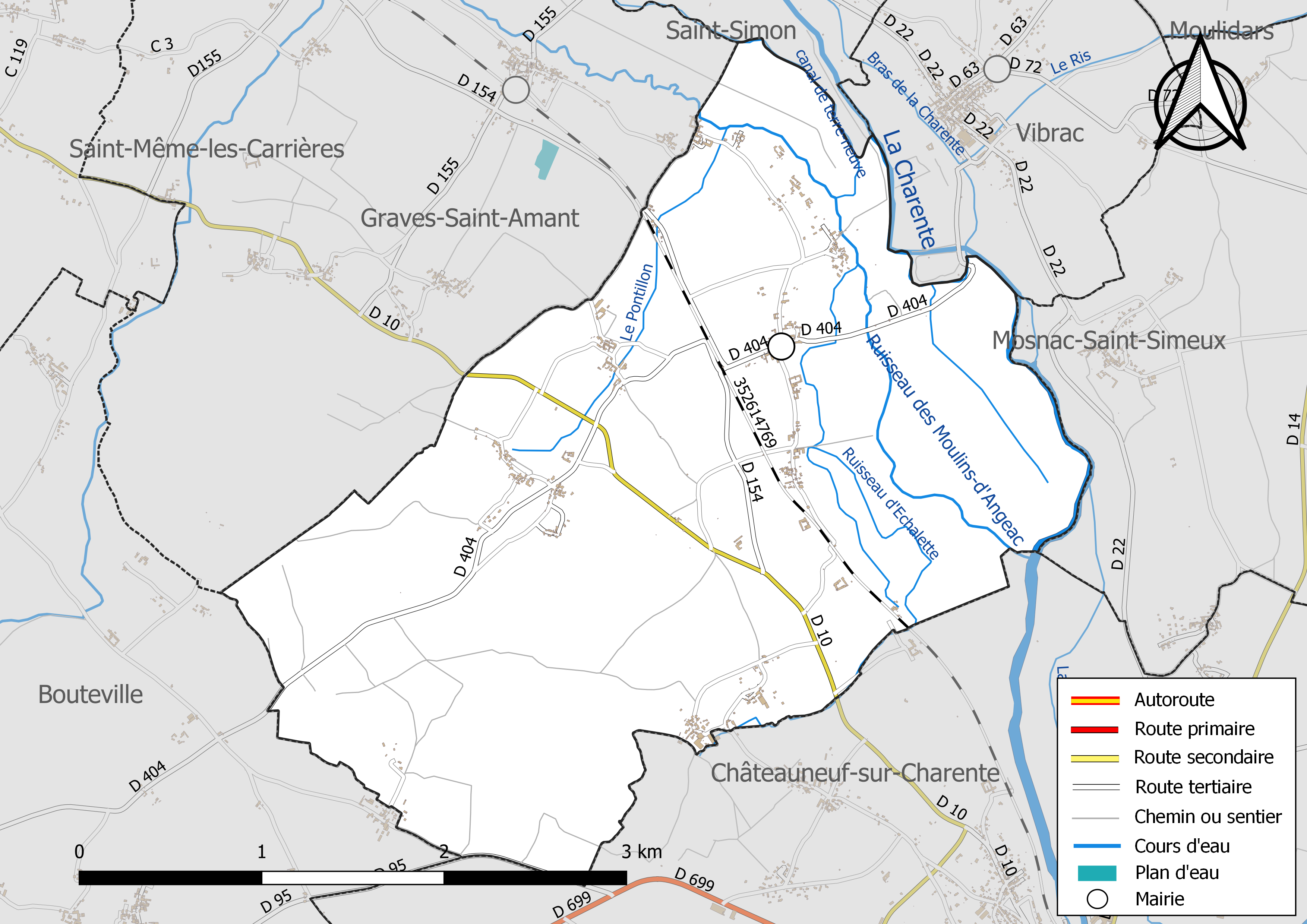
Réseaux hydrographique et routier d'Angeac-Charente.

La commune est située dans  le bassin versant de la Charente au sein  du Bassin Adour-Garonne. Elle est drainée par la Charente, le ruisseau des Moulins-d'Angeac, un bras de la Charente, canal de terre-neuve, la Noue, le Pontillon, le ruisseau d'Echalette et par deux petits cours d'eau, qui constituent un réseau hydrographique de 13 km de longueur totale,.
La Charente, d'une longueur totale de 381,4 km, prend sa source dans la commune de Chéronnac et se jette  dans le Golfe de Gascogne, après avoir traversé 117 communes. Elle limite la commune sur son flanc nord-est.
Entre le fleuve et le Brassour ou Brassiaud, qui est un bras du fleuve, s'étend une île très vaste connue sous le nom de prairie d'Angeac.
Le ruisseau d'Échalette, sorti de la fontaine de Lasdoux, limite la commune à l'est et rejoint la Charente après un cours de quelques kilomètres. À l'ouest, le Pontillon est un autre ruisseau très court, entre chez Guignard et Ortre. Le ruisseau des Moulins d'Angeac est un autre petit bras de la Charente, qui prolonge le Brassour et passe au pied du Moulin et chez Bajot.

#### Gestion des cours d'eau
Le territoire communal est couvert par le schéma d'aménagement et de gestion des eaux (SAGE) « Charente ». Ce document de planification, dont le territoire correspond au bassin de la Charente, d'une superficie de 9 300 km2, a été approuvé le 19 novembre 2019. La structure porteuse de l'élaboration et de la mise en œuvre est l'établissement public territorial de bassin Charente. Il définit sur son territoire les objectifs généraux d’utilisation, de mise en valeur et de protection quantitative et qualitative des ressources en eau superficielle et souterraine, en respect des objectifs de qualité définis dans le troisième SDAGE  du Bassin Adour-Garonne qui couvre la période 2022-2027, approuvé le 10 mars 2022.

### Climat
Comme dans les trois quarts sud et ouest du département, le climat est océanique aquitain.

### Qualité de l'environnement
La commune bénéficie de deux zones Natura 2000 : la zone Natura 2000 de la Charente amont qui couvre la Charente et ses berges (l'ensemble de son lit majeur) et celle des chaumes boissières, composée de pelouses calcicoles et de forêt de chênes verts. De nombreux bois sont présents sur le territoire communal et sont essentiellement regroupés vers le sud-ouest.

## Urbanisme

### Typologie
Au 1er janvier 2024, Angeac-Charente est catégorisée commune rurale à habitat dispersé, selon la nouvelle grille communale de densité à 7 niveaux définie par l'Insee en 2022.
Elle est située hors unité urbaine et hors attraction des villes,.

### Occupation des sols
L'occupation des sols de la commune, telle qu'elle ressort de la base de données européenne d’occupation biophysique des sols Corine Land Cover (CLC), est marquée par l'importance des territoires agricoles (79,5 % en 2018), une proportion identique à celle de 1990 (79,5 %). La répartition détaillée en 2018 est la suivante : 
cultures permanentes (40,4 %), terres arables (27,3 %), forêts (20,5 %), zones agricoles hétérogènes (11,8 %). L'évolution de l’occupation des sols de la commune et de ses infrastructures peut être observée sur les différentes représentations cartographiques du territoire : la carte de Cassini (XVIIIe siècle), la carte d'état-major (1820-1866) et les cartes ou photos aériennes de l'IGN pour la période actuelle (1950 à aujourd'hui).

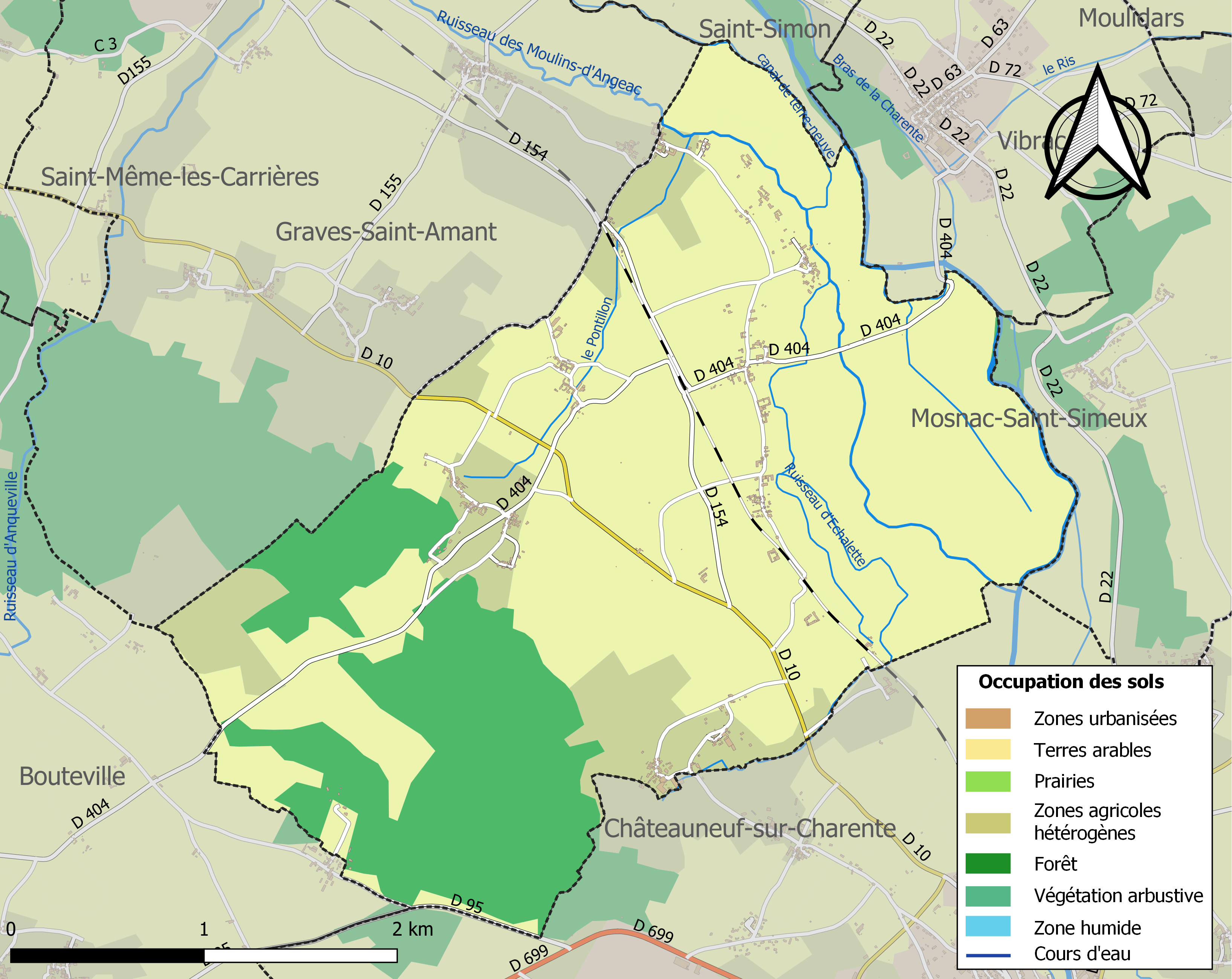
Carte des infrastructures et de l'occupation des sols de la commune en 2018 (CLC).

### Lieux-dits, hameaux et écarts
La population est disséminée dans de nombreux hameaux. Le bourg d'Angeac est peu important ; il est bâti autour de son église.
Le centre de population le plus important est le village des Bergeries, près de la ligne de chemin de fer, et s'étend aux Barrauds, près de la mairie, avec le bourg comprenant l'église.
Les autres hameaux sont: Lasdoux, au pied des grands bois qui couvrent le sud de la commune ; le Moulin, sur un bras de la Charente vers l'ouest ; chez Guignard et chez Laumel Thomas, près de la route de Châteauneuf à Cognac ; Rivière, chez Piet et chez Bajot, dans la vallée de la Charente ; Ortre, sur la route d'Angeac à Bouteville, etc..

### Habitat et logement
En 2018, le nombre total de logements dans la commune était de 191, alors qu'il était de 189 en 2013 et de 188 en 2008.
Parmi ces logements, 77 % étaient des résidences principales, 13,6 % des résidences secondaires et 9,4 % des logements vacants. Ces logements étaient pour 99,5 % d'entre eux des maisons individuelles et pour 0 % des appartements.
Le tableau ci-dessous présente la typologie des logements à Angeac-Charente en 2018 en comparaison avec celle de la Charente et de la France entière. Une caractéristique marquante du parc de logements est ainsi une proportion de résidences secondaires et logements occasionnels (13,6 %) supérieure à celle du département (6,4 %) et à celle de la France entière (9,7 %). Concernant le statut d'occupation de ces logements, 87,8 % des habitants de la commune sont propriétaires de leur logement (88 % en 2013), contre 66,8 % pour la Charente et 57,5 % pour la France entière.
| Typologie                                               | Angeac-Charente | Charente | France entière |
| ------------------------------------------------------- | --------------- | -------- | -------------- |
| Résidences principales (en %)                           | 77              | 83       | 82,1           |
| Résidences secondaires et logements occasionnels (en %) | 13,6            | 6,4      | 9,7            |
| Logements vacants (en %)                                | 9,4             | 10,6     | 8,2            |

### Risques naturels et technologiques
Le territoire de la commune d'Angeac-Charente est vulnérable à différents aléas naturels : météorologiques (tempête, orage, neige, grand froid, canicule ou sécheresse), inondations et séisme (sismicité modérée). Un site publié par le BRGM permet d'évaluer simplement et rapidement les risques d'un bien localisé soit par son adresse soit par le numéro de sa parcelle.
La commune fait partie du territoire à risques importants d'inondation (TRI) Saintes-Cognac-Angoulême, regroupant 46 communes concernées par un risque de débordement du fleuve Charente (34 en Charente et 12 en Charente-Maritime), un des 18 TRI qui ont été arrêtés fin 2012 sur le bassin Adour-Garonne. Les événements antérieurs à 2014 les plus significatifs sont les crues de l'hiver 1779, de 1842, de 1859, du 9 décembre 1882 du 19 février 1904, du 10 janvier 1961, de mars-avril 1962, du 24 décembre 1982 et du 8 janvier 1994. Des cartes des surfaces inondables ont été établies pour trois scénarios : fréquent (crue de temps de retour de 10 ans à 30 ans), moyen (temps de retour de 100 ans à 300 ans) et extrême (temps de retour de l'ordre de 1 000 ans, qui met en défaut tout système de protection). La commune a été reconnue en état de catastrophe naturelle au titre des dommages causés par les inondations et coulées de boue survenues en 1982, 1993, 1999, 2011 et 2013,.

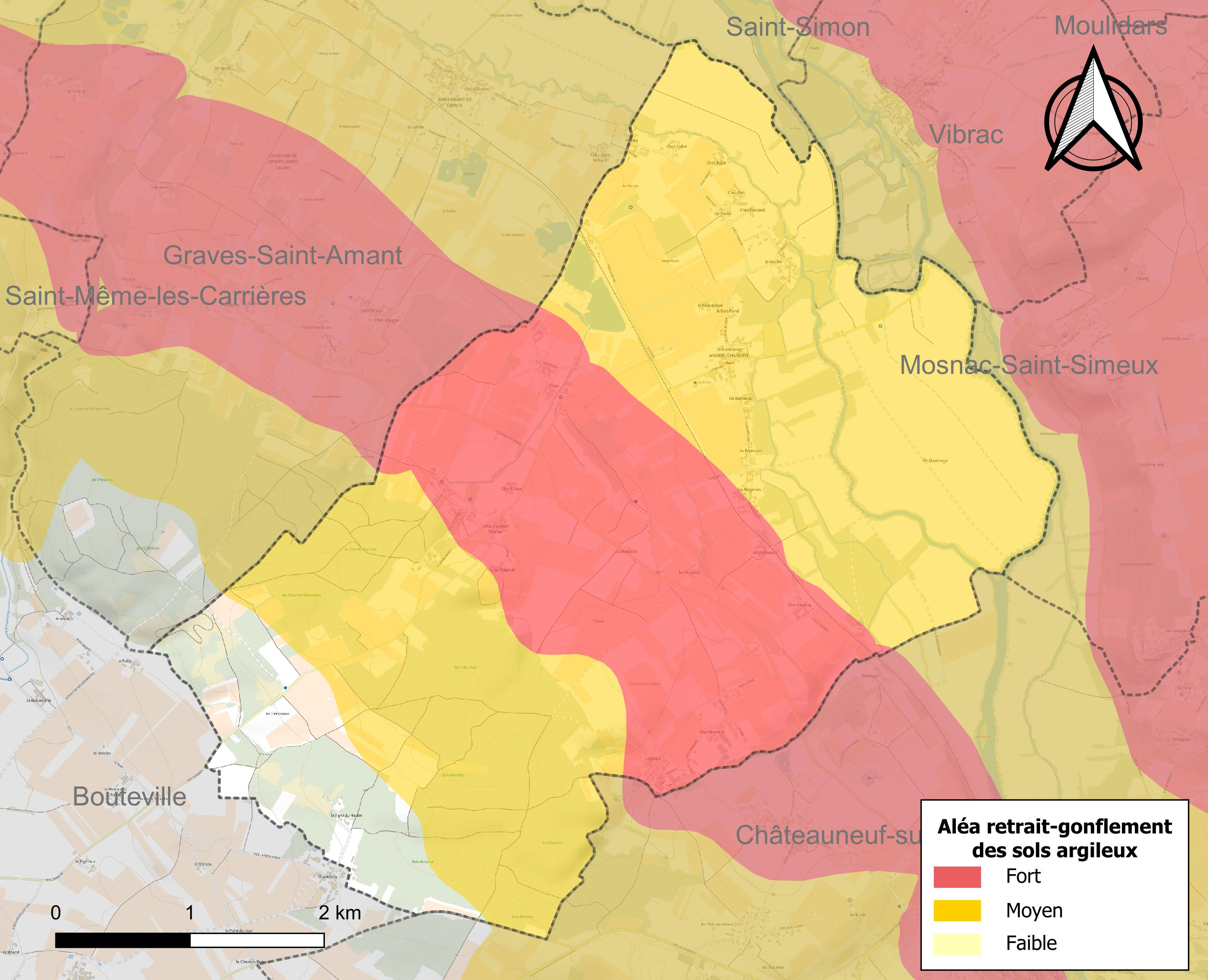
Carte des zones d'aléa retrait-gonflement des sols argileux d'Angeac-Charente.

Le retrait-gonflement des sols argileux est susceptible d'engendrer des dommages importants aux bâtiments en cas d’alternance de périodes de sécheresse et de pluie. 90,3 % de la superficie communale est en aléa moyen ou fort (67,4 % au niveau départemental et 48,5 % au niveau national). Sur les 198 bâtiments dénombrés sur la commune en 2019, 192 sont en aléa moyen ou fort, soit 97 %, à comparer aux 81 % au niveau départemental et 54 % au niveau national. Une cartographie de l'exposition du territoire national au retrait gonflement des sols argileux est disponible sur le site du BRGM,.
Par ailleurs, afin de mieux appréhender le risque d’affaissement de terrain, l'inventaire national des cavités souterraines permet de localiser celles situées sur la commune.
Concernant les mouvements de terrains, la commune a été reconnue en état de catastrophe naturelle au titre des dommages causés par la sécheresse en 2005 et par des mouvements de terrain en 1999.

## Toponymie
Les formes anciennes sont Andiaco en 770, Angiaco au XIIIe siècle, Angeaco.
Angeac serait issu du latin Andiacum ou villa Andii ce qui signifie que le village aurait été construit autour de la propriété d'un riche gallo-romain nommé Andius, avec le suffixe -acum pour indiquer le lieu,.
Le terme Charente a été rajouté au nom de la commune en 1801 pour la différencier de son homonyme Angeac-Champagne,.

## Histoire

### Moyen Âge
En 768, le roi Charlemagne, nouveau roi des Francs, après la conquête du royaume d'Aquitaine par Pépin le Bref entre 760 et 768, se rend Angoulême et y rassemble une armée, afin de contrer la révolte du duc Waïfre. Il séjourne à Mornac en mai et Angeac en juillet, puis sur le bord de la Dordogne pour s'y faire livrer les révoltés, et y construire la forteresse de Fronsac, face au pays des Vascons encore insoumis.
Son fils Louis le Pieux, devenu roi franc d'Aquitaine, a l'un de ses quatre palais royaux à Angeac,,.

### Temps modernes
Un couvent des Cordeliers a existé au village des Minimes.
Au XIVe siècle, Angeac, qui appartenait à la famille de Montchaude comme sa voisine Vibrac, est passée par mariage aux seigneurs de Mareuil avec le château de Villebois. Le chemin qui unissait Angeac à Montchaude par Bouteville était communément appelé le « chemin de Montchaude »,.
Sous l'Ancien Régime, selon Martin-Buchey, Angeac était une dépendance du château de Vibrac.
Les seigneurs de Vibrac n'avaient pas de logis à Angeac, leur château étant à proximité de ce bourg. Cependant, au Bois Rond, on pouvait remarquer au début du XXe siècle une vieille ruine en grand appareil, qui devait être une dépendance du château et dont la destination semble avoir été de recevoir les produits de la dîme dus par les tenanciers d'Angeac.

### Époque contemporaine

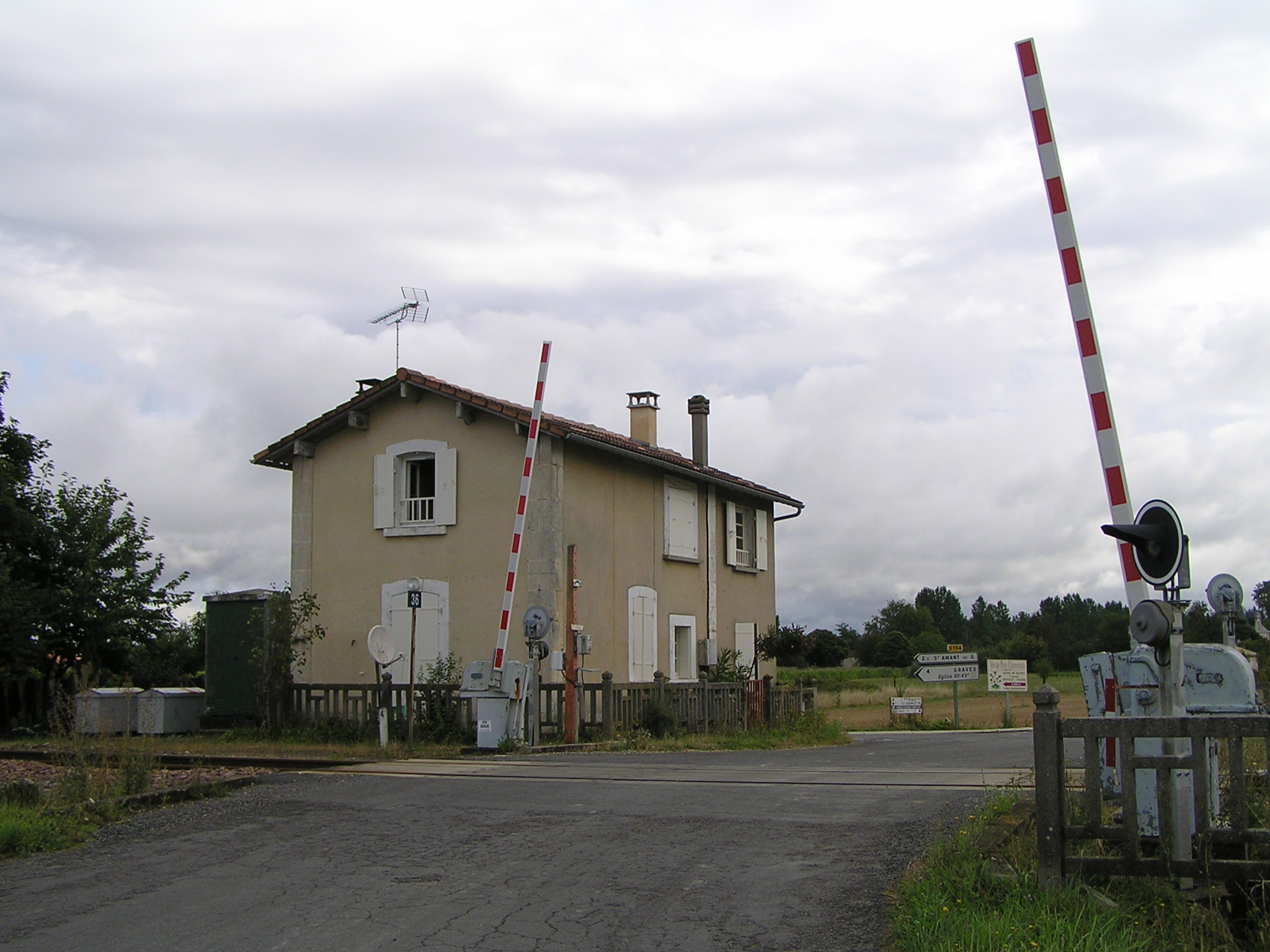
La voie ferrée.

La voie de chemin de fer Angoulême-Cognac, ouverte en 1867, traverse la commune mais la gare la plus proche était celle de Saint-Amant-de-Graves avant d'être celle de Châteauneuf-sur-Charente.

## Politique et administration

### Rattachements administratifs et électoraux

#### Rattachements administratifs
La commune se trouve depuis 1926 dans l'arrondissement de Cognac du département de la Charente.
Elle faisait partie depuis 1793 du canton de Châteauneuf-sur-Charente. Dans le cadre du redécoupage cantonal de 2014 en France, cette circonscription administrative territoriale a disparu, et le canton n'est plus qu'une circonscription électorale.

#### Rattachements électoraux
Pour les élections départementales, la commune fait partie depuis 2014 du canton de Charente-Champagne
Pour l'élection des députés, elle fait partie de la deuxième circonscription de la Charente.

### Intercommunalité
Angeac-Charente était membre de la communauté de communes de la région de Châteauneuf, un établissement public de coopération intercommunale (EPCI) à fiscalité propre créé fin 1995  et auquel la commune avait transféré un certain nombre de ses compétences, dans les conditions déterminées par le code général des collectivités territoriales.
Dans le cadre des dispositions de la loi portant nouvelle organisation territoriale de la République du 7 août 2015, qui prévoit que les établissements publics de coopération intercommunale (EPCI) à fiscalité propre doivent avoir un minimum de 15 000 habitants, cette intercommunalité a fusionné avec ses voisines ne pour former, le 1er janvier 2017, la communauté d'agglomération du Grand Cognac, dont est désormais membre la commune.

### Liste des maires
| Période                                  | Période                        | Identité           | Étiquette | Qualité                             |
| ---------------------------------------- | ------------------------------ | ------------------ | --------- | ----------------------------------- |
| Les données manquantes sont à compléter. |                                |                    |           |                                     |
| 1971                                     | 2008                           | François Rivière   |           |                                     |
| 2008                                     | mai 2020                       | Christian Dufront, | DVG       | Ingénieur en environnement retraité |
| mai 2020                                 | juin 2022,                     | Philippe Pastier   |           | Profession libérale Démissionnaire  |
| septembre 2022                           | En cours (au 16 décembre 2022) | Hélène Brisson     |           |                                     |

## Équipements et services publics

### Eau et déchets
Un château d'eau se dresse à Angeac entre la RD 10 et la RD 154. L'édifice, géré par le Syndicat Mixte Alimentation Eau Potable et Assainissement (S.M.A.E.P.A), dessert les communes de Châteauneuf, Angeac, Graves Saint Amant, Mosnac, Saint Simeux, Saint Simon et Vibrac[réf. nécessaire].

### Enseignement
L'école est un Regroupement pédagogique intercommunal (RPI) entre Bonneuil, Bouteville et Angeac-Charente. Bouteville accueille l'école maternelle et Angeac-Charente et Bonneuil les écoles élémentaires.

## Démographie
Les habitants sont appelés les Angeacais.

### Évolution démographique
L'évolution du nombre d'habitants est connue à travers les recensements de la population effectués dans la commune depuis 1793. Pour les communes de moins de 10 000 habitants, une enquête de recensement portant sur toute la population est réalisée tous les cinq ans, les populations de référence des années intermédiaires étant quant à elles estimées par interpolation ou extrapolation. Pour la commune, le premier recensement exhaustif entrant dans le cadre du nouveau dispositif a été réalisé en 2007.

En 2022, la commune comptait 296 habitants, en évolution de −12,94 % par rapport à 2016 (Charente : −0,48 %, France hors Mayotte : +2,11 %).
| 1793 | 1800 | 1806 | 1821 | 1831 | 1841 | 1846 | 1851 | 1856 |
| ---- | ---- | ---- | ---- | ---- | ---- | ---- | ---- | ---- |
| 743  | 740  | 722  | 774  | 727  | 640  | 620  | 625  | 609  |

| 1861 | 1866 | 1872 | 1876 | 1881 | 1886 | 1891 | 1896 | 1901 |
| ---- | ---- | ---- | ---- | ---- | ---- | ---- | ---- | ---- |
| 624  | 604  | 609  | 579  | 557  | 536  | 499  | 527  | 522  |

| 1906 | 1911 | 1921 | 1926 | 1931 | 1936 | 1946 | 1954 | 1962 |
| ---- | ---- | ---- | ---- | ---- | ---- | ---- | ---- | ---- |
| 493  | 457  | 442  | 429  | 426  | 441  | 439  | 450  | 447  |

| 1968 | 1975 | 1982 | 1990 | 1999 | 2006 | 2007 | 2012 | 2017 |
| ---- | ---- | ---- | ---- | ---- | ---- | ---- | ---- | ---- |
| 389  | 393  | 378  | 387  | 399  | 382  | 379  | 365  | 329  |

| 2022 | - | - | - | - | - | - | - | - |
| ---- | - | - | - | - | - | - | - | - |
| 296  | - | - | - | - | - | - | - | - |

C'est au XVIIIe siècle qu'Angeac-Charente a été le plus peuplé, au temps du transport sur le fleuve par les gabares.

### Pyramide des âges
La population de la commune est relativement âgée.
En 2018, le taux de personnes d'un âge inférieur à 30 ans s'élève à 23,3 %, soit en dessous de la moyenne départementale (30,2 %). À l'inverse, le taux de personnes d'âge supérieur à 60 ans est de 38,6 % la même année, alors qu'il est de 32,3 % au niveau départemental.
En 2018, la commune comptait 157 hommes pour 167 femmes, soit un taux de 51,54 % de femmes, légèrement inférieur au taux départemental (51,59 %).
Les pyramides des âges de la commune et du département s'établissent comme suit.
| Hommes | Classe d’âge | Femmes |
| ------ | ------------ | ------ |
| 0,7    | 90 ou +      | 1,2    |
| 10,9   | 75-89 ans    | 14,0   |
| 26,8   | 60-74 ans    | 23,7   |
| 25,1   | 45-59 ans    | 23,2   |
| 12,9   | 30-44 ans    | 15,0   |
| 12,3   | 15-29 ans    | 9,2    |
| 11,4   | 0-14 ans     | 13,6   |

| Hommes | Classe d’âge | Femmes |
| ------ | ------------ | ------ |
| 1      | 90 ou +      | 2,7    |
| 9,2    | 75-89 ans    | 12     |
| 20,6   | 60-74 ans    | 21,3   |
| 20,7   | 45-59 ans    | 20,3   |
| 16,8   | 30-44 ans    | 16     |
| 15,6   | 15-29 ans    | 13,4   |
| 16,1   | 0-14 ans     | 14,3   |

## Économie

### Agriculture
La viticulture est une activité importante d'Angeac-Charente, qui est située dans la zone d'appellation d'origine contrôlée cognac, en Petite Champagne.
De petits producteurs de cognac, de pineau des Charentes et de vin de Pays charentais sont installés dans la commune.

## Culture locale et patrimoine

### Lieux et monuments
- L'église paroissiale Saint-Pierre, située dans le bourg, a été construite au XIVe siècle.

- Un des ponts coudés daterait du XIIe siècle[48].

Ponts coudés
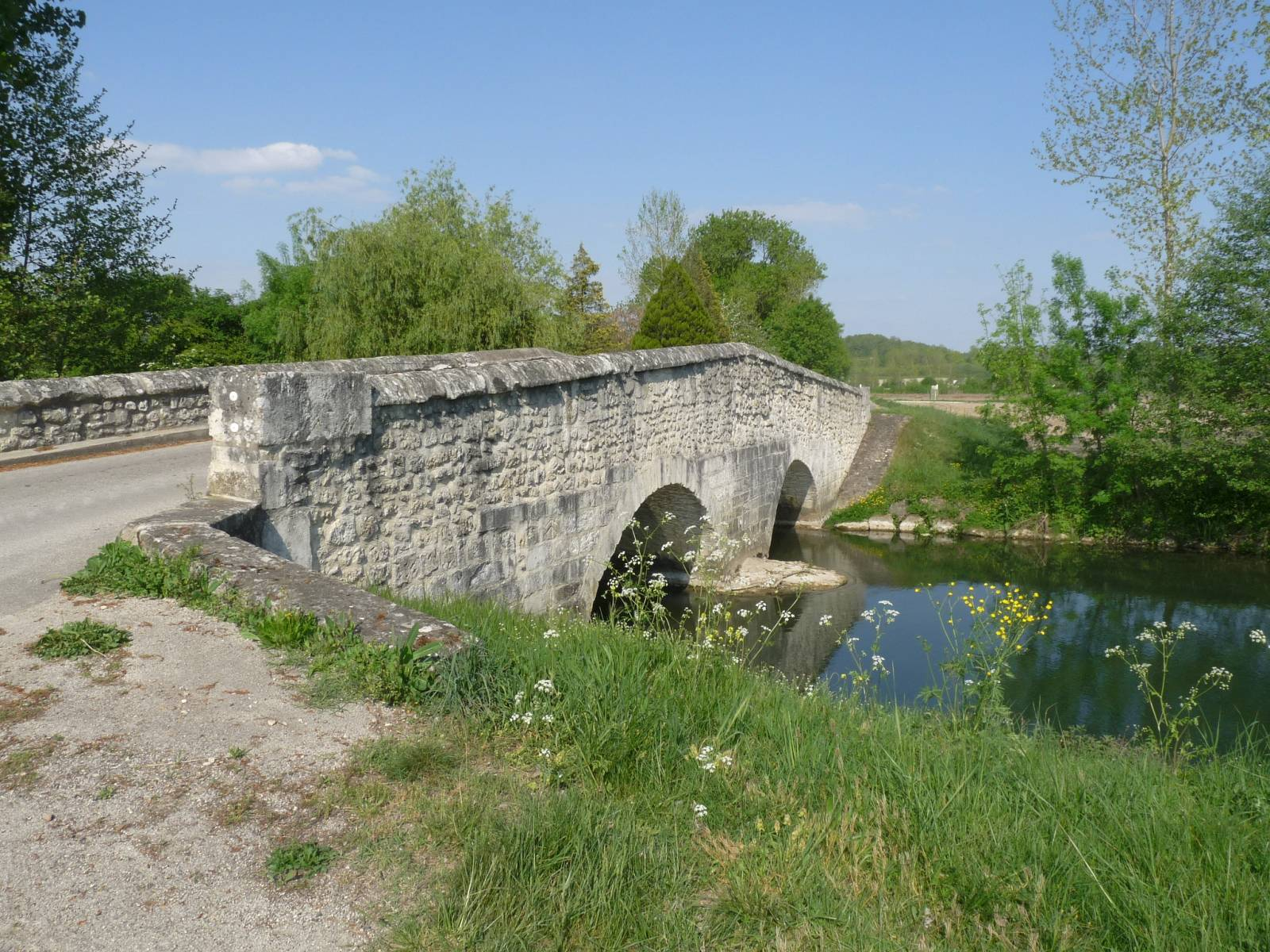
Pont sur le Brassour, un bras de la Charente.
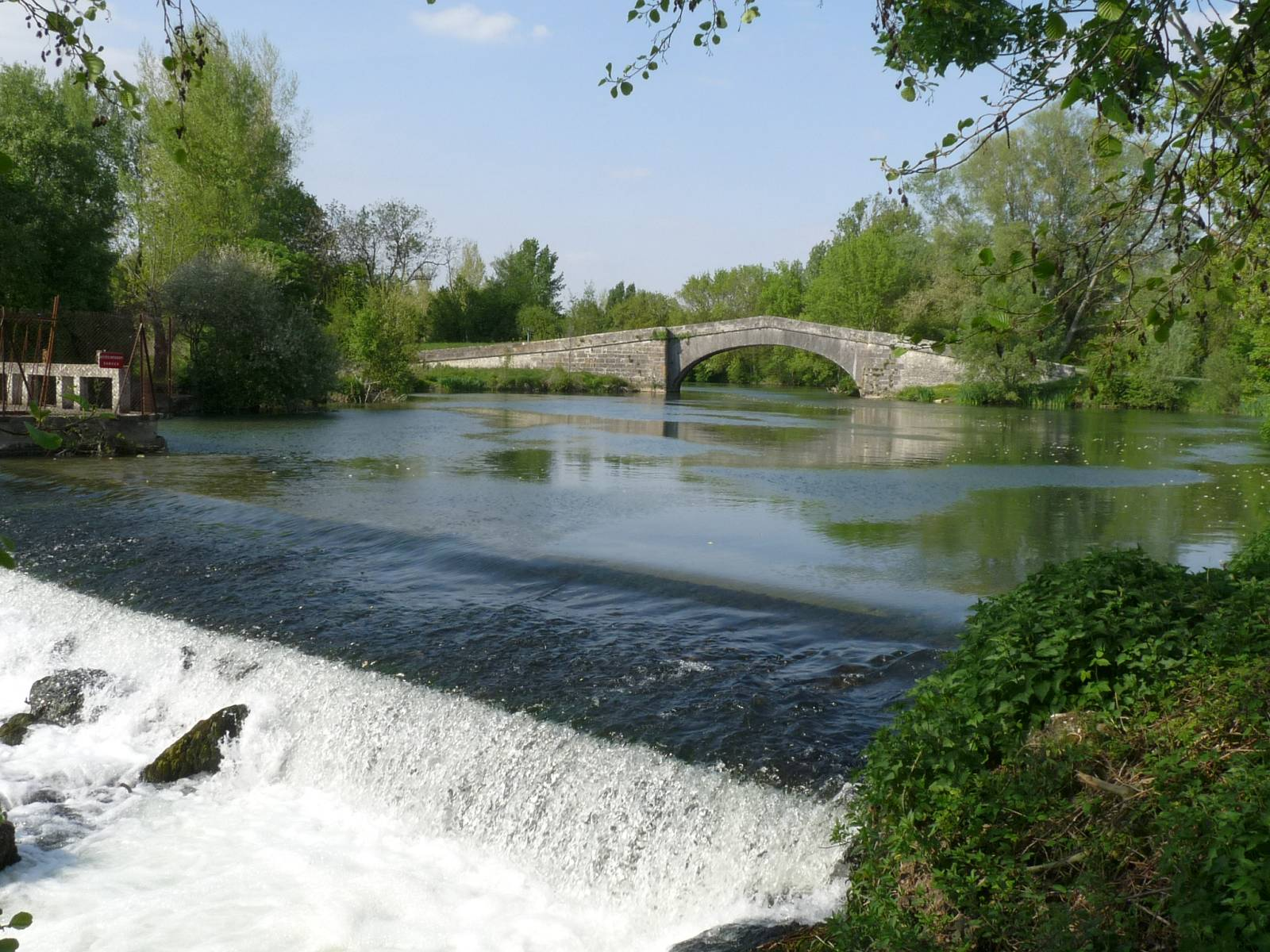
Pont sur la Charente, en limite avec Vibrac.

- Alors que le manoir de la Motte a été détruit, il reste le manoir des Bergeries mentionné en 1679 et le manoir du Moulin qui porte la date de 1765 sur son portail[49]. Le Moulin serait de la fin du XIXe siècle[50].
- Les lavoirs sont nombreux et non datés : celui d' Angeac, ceux d' Ortre, de Ladoux et des Bergeries sont très accessibles.

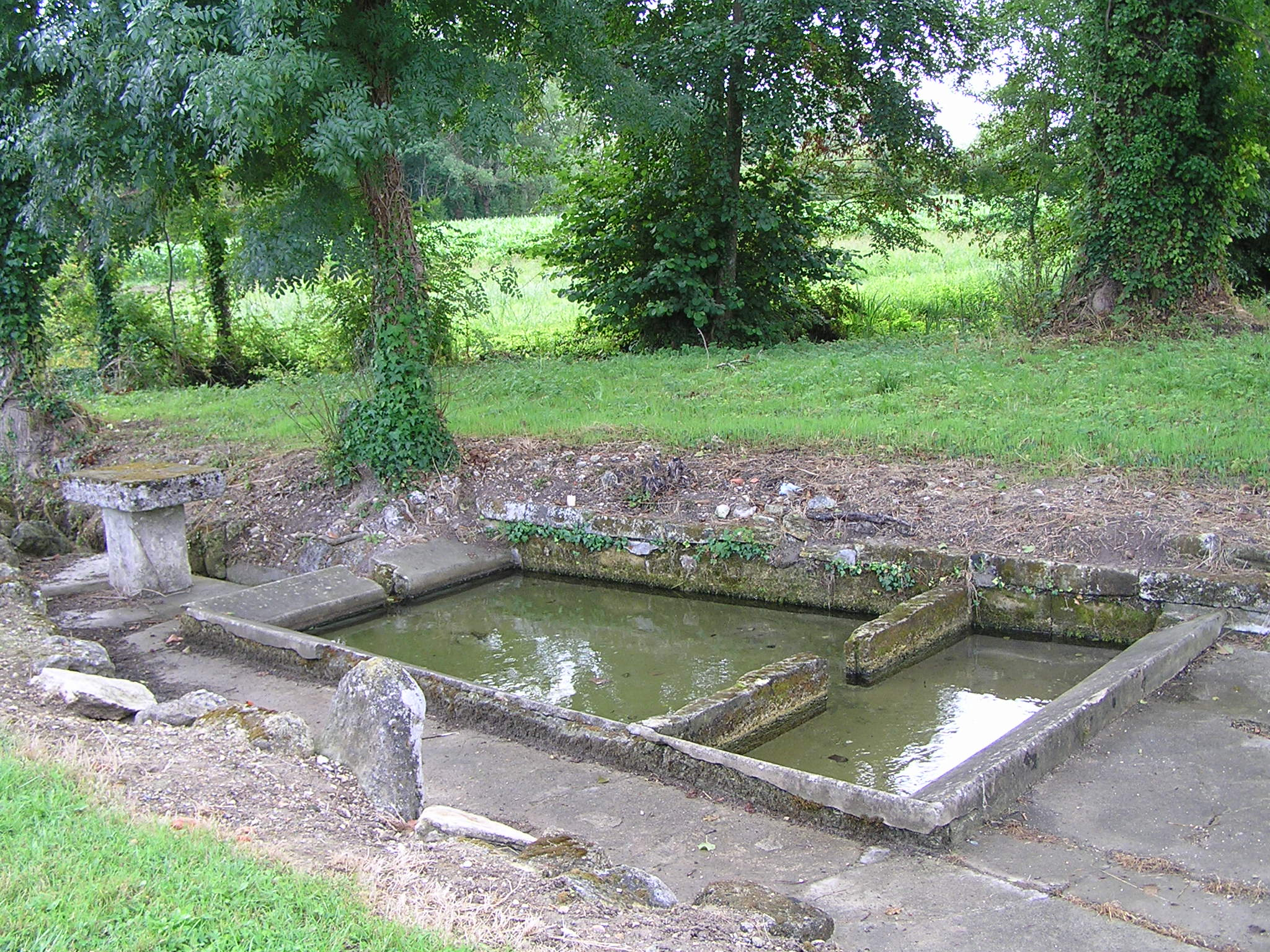
Lavoir d'Angeac.
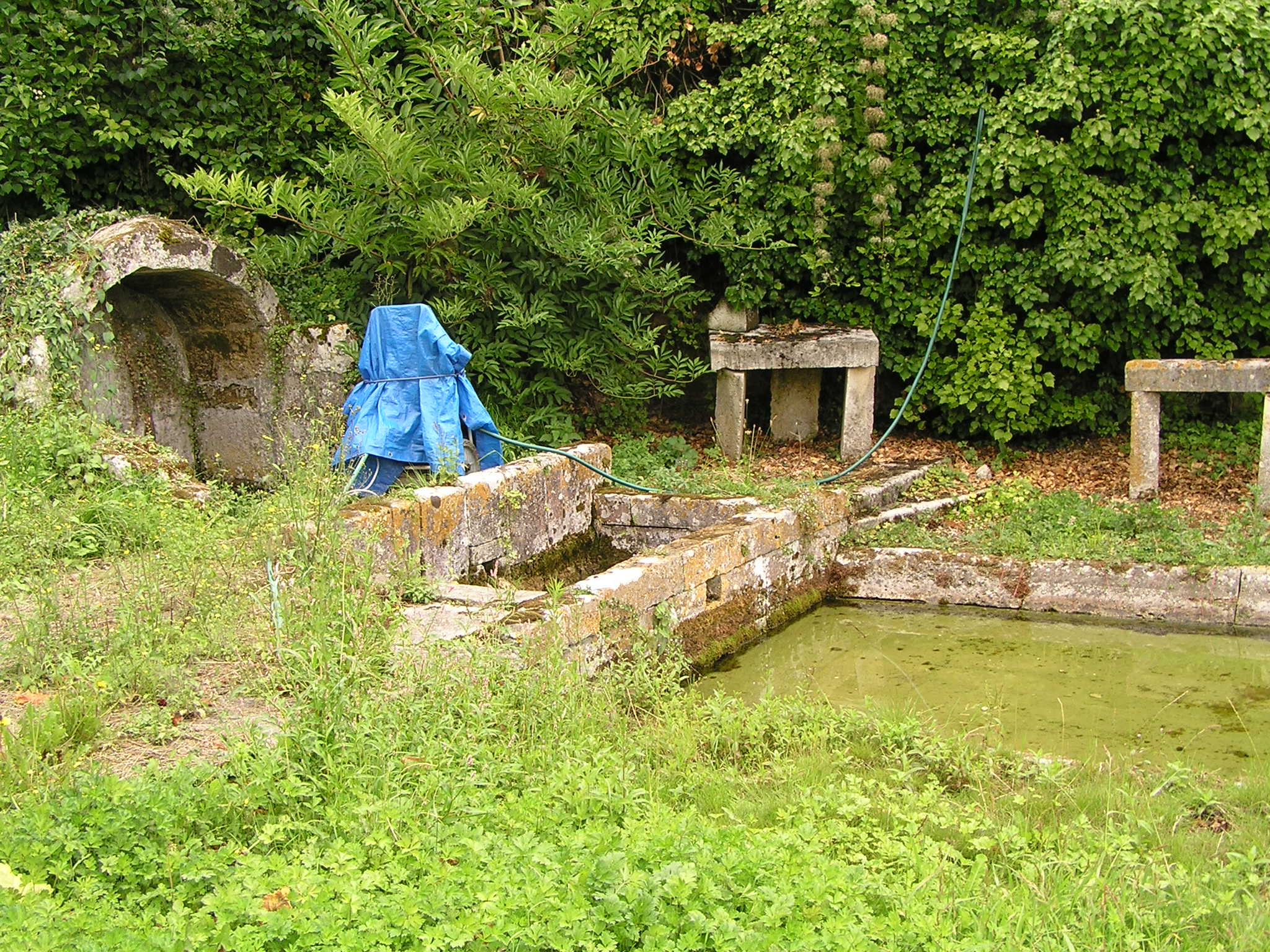
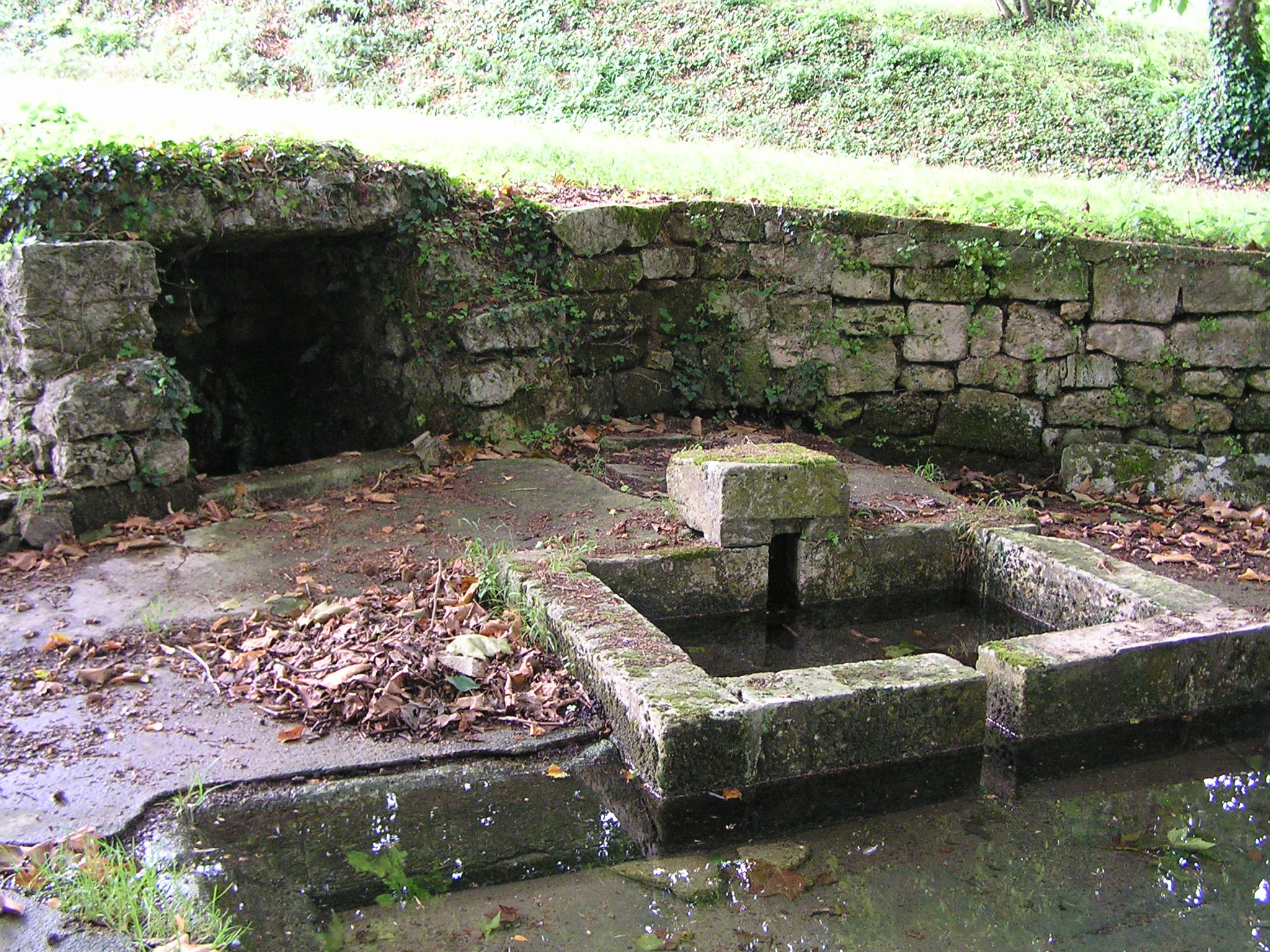
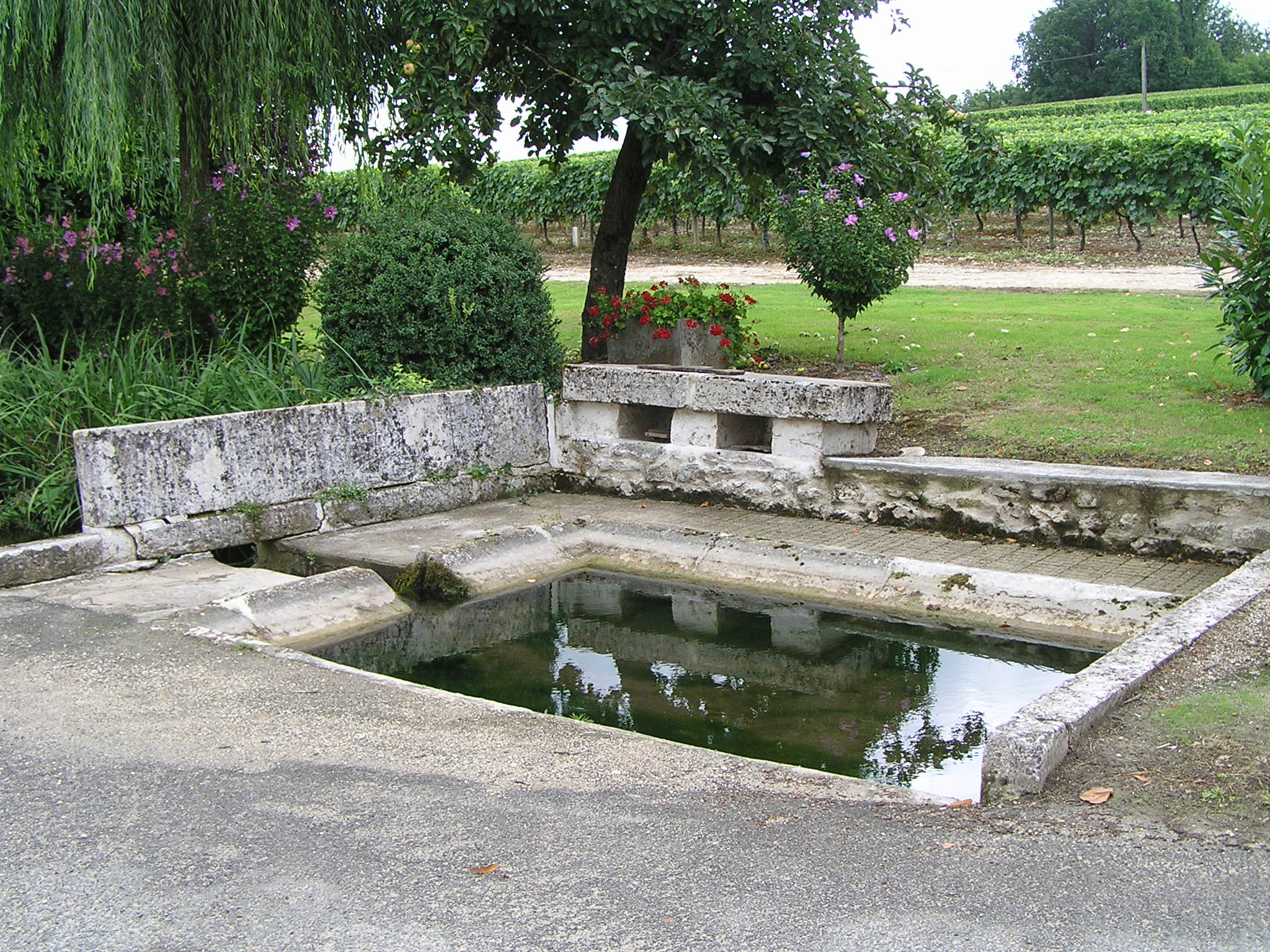

#### Patrimoine paléontologique
Depuis les années 1990, on exhumait régulièrement des ossements datant de l'époque quaternaire : défenses ou des vertèbres de mammouth, ou encore des silex qui sont visibles au Musée d'Angoulême.
En février 2010, il a été rendu public qu'un gisement d'ossements de dinosaures dans des couches fossilifères datant du Crétacé inférieur (environ 135 Ma) a été découvert dans des carrières de la commune. La richesse du site serait importante en raison de la découverte d'un grand fémur de sauropode, un grand dinosaure rare,.
Ce site est l'un des plus riches gisements à dinosaures de France. Plus de 400 ossements furent exhumés dès la première campagne de fouille de 2010. Mais ce qui est surtout remarquable c'est l'exceptionnelle qualité de conservation des ossements. On y trouve une grande diversité de fossiles datant du Crétacé inférieur, il y a 130 millions d'années. L'os du squelette de sauropode que l'on y a découvert appartient au plus grand sauropode connu en Europe. Ce fémur mesure 2,20 mètres de long ce qui suggère un poids d'une quarantaine de tonnes pour environ 35 mètres de long. S'y trouve également des fossiles de dinosaures herbivores et carnivores de neuf mètres de haut mêlés à des restes d'animaux aquatiques. La plupart des fossiles appartiennent à trois espèces de dinosaures, deux types de tortues et trois espèces de crocodiles.
Jadis, le site était un marécage qui s'étendait sur la région d'Angeac ce qui fait que les animaux morts étaient rapidement enfouis sous un dépôt argileux protecteur. Cela a permis de fossiliser la végétation, ce qui est très rare. Sur le site de fouille, on y a donc découvert à foison des fossiles de bois fossilisés, de feuilles et de graines ce qui permet de reconstituer la flore et donc l'écosystème du Crétacé inférieur, une époque très peu documentée en Europe.
En effet, les dinosaures du Crétacé inférieur sont rares en France et ne sont connus, la plupart du temps, que par des restes fragmentaires. Ainsi, seuls trois genres de dinosaures ont été identifiés à ce jour : l'ornithopode Iguanodon et les deux théropodes Genusaurus et Erectopus,,.

### Personnalités liées à la commune
- Claude Bonnier (1897-1944), ingénieur de l'aéronautique, résistant français. Un mémorial lui est dédié au nord-est de la commune le long de la RD 404 reliant Angeac à Vibrac. 
Le monument est placé à l’endroit même où Claude Bonnier, en provenance de Londres, a atterri en avion dans la nuit du 14 au 15 novembre 1943. Engagé dans les Forces françaises libres, il a rejoint, à Chasseneuil, le Colonel Chabanne, chef du maquis de Bir Hacheim. Arrêté après une dénonciation en 1944, il se donne la mort pour ne pas trahir ses compagnons.
Des bornes placées tout au long de la RN 141 signalent la « Route Claude Bonnier, Chemin de la Liberté » en hommage à cette grande figure de la Résistance.
- François Gabart (1983-), skipper français, qui y a habité de sa naissance jusqu'à l'âge de 18 ans.

### Héraldique
| Blason de Angeac-Charente | Blason  | Losangé de gueules et d’or.                      |
| Blason de Angeac-Charente | Détails | Le statut officiel du blason reste à déterminer. |